# Journey to the Seventh Planet
Călătorie spre a șaptea planetă (titlu original: Journey to the Seventh Planet) este un film SF danezo-american din 1962 regizat de Sid Pink. În rolurile principale joacă actorii John Agar, Greta Thyssen și Carl Ottosen.

## Distribuție
- John Agar ca Cpt. Don Graham
- Carl Ottosen ca Eric
- Peter Monch ca Karl
- Ove Sprogøe ca Barry O'Sullivan
- Louis Miehe-Renard ca Svend
- Ann Smyrner ca Ingrid
- Greta Thyssen ca Greta
- Ulla Moritz ca  Lise
- Mimi Heinrich ca Ursula
- Annie Birgit Garde ca Ellen
- Bente Juel ca Colleen